# Juan Bustillo Oro
Pour les articles homonymes, voir Bustillo et Oro.
Juan Bustillo Oro est un réalisateur, scénariste, producteur et monteur mexicain, né le 2 juin 1904 à Mexico et décédé le 10 juin 1989 à Mexico.
Il a reçu la médaille Salvador-Toscano en 1985 pour l'ensemble de sa carrière.

## Filmographie

### Comme réalisateur
- 1927 : Yo soy tu padre
- 1934 : Dos monjes
- 1934 : El Compadre Mendoza
- 1935 : El Misterio del rostro pálido
- 1935 : virgen y mártir Monja casada
- 1936 : El Rosal bendito
- 1936 : Malditas serán las mujeres
- 1937 : Amapola del camino
- 1937 : La Honradez es un estorbo
- 1937 : Nostradamus
- 1938 : Huapango
- 1938 : La Tía de las muchachas
- 1939 : Caballo a caballo
- 1939 : Cada loco con su tema
- 1940 : Ahí está el detalle
- 1940 : En tiempos de Don Porfirio
- 1941 : Al son de la marimba
- 1941 : Cuando los hijos se van
- 1942 : El Ángel negro
- 1942 : Mil estudiantes y una muchacha
- 1944 : Cuando quiere un mexicano
- 1944 : El Sombrero de tres picos
- 1944 : México de mis recuerdos
- 1945 : Canaima
- 1945 : Lo que va de ayer a hoy
- 1946 : En tiempos de la inquisición
- 1946 : No basta ser charro
- 1947 : Los Maderos de San Juan
- 1948 : Dos de la vida airada
- 1948 : Fíjate qué suave
- 1948 : Las Mañanitas
- 1949 : Cuando los padres se quedan solos
- 1949 : El Colmillo de Buda
- 1949 : Las Tandas del principal
- 1949 : Solo Veracruz es bello
- 1950 : El Hombre sin rostro
- 1950 : La Loca de la casa
- 1950 : Lluvia roja
- 1950 : The Torch
- 1950 : Un Día de vida
- 1950 : Vino el remolino y nos alevanto
- 1951 : Acá las tortas
- 1951 : Capitán de rurales
- 1951 : Casa de vecindad
- 1951 : Doña Perfecta
- 1951 : Islas Marías
- 1951 : La Bienamada
- 1951 : La Hija de la otra
- 1951 : Tierra baja
- 1951 : yo sí Si usted no puede
- 1952 : Cuando levanta la niebla
- 1952 : La Huella de unos labios
- 1952 : La Miel se fue de la luna
- 1952 : La Mujer que tu quieres
- 1952 : La Noche avanza
- 1952 : Por ellas aunque mal paguen
- 1952 : Sangre en el barrio
- 1952 : Un Gallo en corral ajeno
- 1952 : Un Principe de la iglesia
- 1952 : Una Mujer sin amor
- 1953 : Cuatro horas antes de morir
- 1953 : El Jugador
- 1953 : El Señor fotógrafo
- 1953 : Esos de Penjamo
- 1953 : Eugenia Grandet
- 1953 : Los que no deben nacer
- 1953 : Plunder of the Sun
- 1953 : Quiero vivir
- 1953 : Reportaje
- 1953 : Siete mujeres
- 1953 : Un Divorcio
- 1953 : Yo soy gallo donde quiera
- 1954 : El Valor de vivir
- 1954 : La Bruja
- 1954 : La Ladrona
- 1954 : La Mujer que se vendio
- 1954 : La Sobrina del señor cura
- 1954 : Llévame en tus brazos
- 1954 : Miradas que matan
- 1954 : Morir para vivir
- 1954 : Reto a la vida
- 1954 : Retorno a la juventud
- 1954 : Yo no creo en los hombres
- 1955 : El Asesino X
- 1955 : La Culpa de los hombres
- 1955 : La Mujer ajena
- 1955 : La Rosa blanca
- 1955 : Las Engañadas
- 1955 : Padre contra hijo
- 1955 : Padre contra hijo
- 1955 : Seven Cities of Gold
- 1956 : Casa de perdición
- 1956 : Corazón salvaje
- 1956 : Del brazo y por la calle
- 1956 : El Medallón del crimen (El 13 de oro)
- 1956 : Historia de un amor
- 1956 : La Faraona
- 1956 : Los Hijos de Rancho Grande
- 1956 : The Beast of Hollow Mountain
- 1957 : ¡Aquí están los aguilares!
- 1957 : Cada hijo una cruz
- 1957 : Cuatro contra el imperio
- 1957 : Donde las dan las toman
- 1957 : Las Aventuras de Pito Pérez
- 1957 : Locos peligrosos
- 1957 : Morir de pie
- 1958 : El Fin de un imperio
- 1958 : El Gran premio
- 1958 : Horas de agonía
- 1958 : Los Salvajes
- 1958 : Préstame tu cuerpo
- 1960 : El Último mexicano
- 1963 : México de mis recuerdos
- 1964 : Así amaron nuestros padres
- 1966 : Los Valses venían de Viena y los niños de París

### Récompenses et nominations
- 1985 : médaille Salvador-Toscano
- 1951 : nommé pour l'Ariel d'Argent du Meilleur Scénario Original pour Vino el remolino y nos alevanto